# Plava smreka
Plava smreka (lat. Picea pungens) je četinjača iz Sjeverne Amerike koja je dobila naziv po iglicama plavkaste boje. Koristi se kao božićno drvce.
Latinski naziv vrste pungens znači "oštro zašiljen", a odnosi se na iglice. Plava smreka raste u prirodi u američkoj državi Colorado, pa se u SAD-u naziva i plava smreka Colorada, ili samo plava, ili bijela smreka. Otkrio ju je Pikes Peak 1862. godine Charles Christopher Parry, 1823. – 1890.) britansko-američki botaničar i planinar dao joj je ime plava smreka.

## Rasprostranjenost
Alohtona vrsta, rasprostranjena u središnjim i južnim dijelovima Stjenjaka u SAD-u. Nalazi se u pojasu od 1800-3300 m n.v. Areal je prostran i distjunktan. Na većim nadmorskim visinama miješa se s vrstama Picea engelmanii i Abies lasiocarpa, a u nižim predjelima s običnom američkom duglazijom i koloradskom jelom.

## Opis
Jednodomno drvo na prirodnom staništu obično visoko do 30 m, rijetko 40 m; promjer debla do 1,5 m. Kruna je kupasta s pršljenastim i vodoravno odstojećim mrkosivocrvenkastim golim granama. Mrtva kora je mrkosivkasta ljuspasta. Pupoljci su tupi, žutosmeđi, bez smole. 
Iglice su gusto radijalno raspoređene i na grančici otklonjene na sve strane. Duge su 2-3 cm, rombičnog presjeka i vrlo oštrog vrha, krute, zelene, plavičaste ili srebrnaste; vrlo mirisne kada se zgnječe.
Muške i ženske strobile formiraju se u travnju-svibnju. Ženske strobile jarko-crvene, terminalne, uspravne sa zrenjem se okreću prema zemlji dajući viseće češere.
Češeri su izduženo – cilindrični, po dozrijevanju se otvaraju razmicanjem fertilnih ljuski. Dugi su 6-10 cm, 2-3 cm široki kada su zatvoreni, izduženo valjkasti, svijetlosmeđi. Sazrijevaju u rujnu-listopadu iste godine. Fertilne ljuske su izduženo rombične, tanke, savitljive i uzdužno valovite, a na vrhu nazubljene. Sjeme je tamnosmeđe, dugo 3-4 mm sa svijetlosmeđim, prozirnim krilom dugim 10—13 mm. Apsolutna masa sjemena 3-5,5 g.

## Bioekološke karakteristike
Od svih vrsta roda Picea, ova vrsta najbolje podnosi gradske uvjete života. Otporna je na suhi zrak i ljetnju sušu, a podnosi jake jesenje i proljetne mrazeve i niske zimske temperature, pošto se amplituda temperature područja na kojem od prirode raste kreće preko 70°C (do -40°C zimi do 36°C ljeti). Otporna je i na sušu jer su godišnje količine padalina na prirodnim staništima od 150 do 500 mm, s dužim sušnim razdobljima preko ljeta. Može rasti i na močvarnim tlima, a obično kržlja na suhim pjeskovitim tlima. Helifilna je vrsta koja podnosi blažu bočnu zasjenjenost. Otporna je na vjetrolome i snijegolome. Dobro podnosi orezivanje, naročito u mlađem dobu. S plodonošenjem počinje oko 30. godine, a pun urod daje svake 2-3 godine. Raste sporo, i može doživjeti starost od 400 do 600 godina. Otporna je na dim, čađu i prašinu.

## Razmnožavanje
Siguran način nasljeđivanja plave boje iglica je razmnožavanje kalemljenjem.
Na razini vrste razmnožava se sjemenom, a vegetativno, kalemljenjem, razmnožavaju se ukrasne sorte. Za generativno razmnožavanje sjeme se prije sjetve ostavi tri dana u vodi da bi brže klijalo. Klijavost sjemena u rasadniku je 50%. Samo oko 30% sadnica kultivara 'Glauca' proizvedenih sjemenom ima plavu boju iglica, ali u različitim nijansama plave boje.
Vegetativno se razmnožava poluzrelim reznicama. Koriste se jednogodišnji izdanci, koji se otkidaju ili odsijecaju i dotjeruju nožem. Reznice se uzimaju samo s mladih matičnih stabala. Mnogo češći način razmnožavanja plavih smreka je kalemljenje bočnim spajanjem najčešće na generativne podloge obične smreke stare tri godine. Habitus dobivenih sadnica varira u ovisnosti od pozicije na stablu s koga je uzeta plemka.